# Richard Gärtner
Richard Friedrich Carl Gärtner (* 14. Juli 1837 in Danzig; † 21. Juli 1918 in Delmenhorst) war ein preußischer Oberstleutnant und Abgeordneter des Kurhessischen Kommunallandtages.

## Leben
Richard war ein Sohn des preußischen Oberst Carl Gärtner (1802–1861) und dessen Gemahlin Cora, geborene von Unruh (1802–1890). Nach dem Besuch der Gymnasien in Königsberg und Elbing sowie des Berliner Kadettenhauses wurde Gärtner am 29. April 1854 als Portepeefähnrich dem 26. Infanterie-Regiment der Preußischen Armee überwiesen. Er avancierte Anfang März 1856 zum Sekondeleutnant, wurde Anfang Juli 1860 in das neugeschaffene 3. Magdeburgische Infanterie-Regiment Nr. 66 versetzt und stieg Mitte November 1862 zum Premierleutnant auf. Während des Krieges gegen Österreich nahm er 1866 zunächst als Adjutant des I. Bataillons an der Schlacht bei Münchengrätz teil und wurde bei Königgrätz als Regimentsadjutant schwer verwundet. Für sein Wirken erhielt er den Roten Adlerorden IV. Klasse mit Schwertern.
Nach dem Krieg folgte von Oktober 1866 bis September 1867 seine Kommandierung als Adjutant der 13. Infanterie-Brigade in Magdeburg. Anschließend wurde Gärtner Hauptmann und Chef der 12. Kompanie. Während des Krieges gegen Frankreich war er beim Landwehr-Regiment Nr. 66 und beteiligte sich an den Belagerungen von Straßburg und Belfort sowie an der Schlacht an der Lisaine. Ausgezeichnet mit dem Eisernen Kreuz II. Klasse stieg Gärtner nach dem Friedensschluss zum überzähligen Major auf und wurde Ende Oktober 1879 etatmäßiger Stabsoffizier. Am 1. April 1881 wurde er mit der Ernennung zum Kommandeur des Füsilier-Bataillons im 6. Brandenburgischen Infanterie-Regiment Nr. 52 nach Cottbus. 1884 erlitt er einen Sturz vom Pferd, wurde daraufhin am 15. Januar 1885 mit Pension zur Disposition gestellt und zum Bezirkskommandeur in Bromberg ernannt. Unter Verleihung des Charakters als Oberstleutnant wurde er Mitte Juli 1885 in gleicher Eigenschaft nach Hagenau in das Reichsland Elsaß-Lothringen versetzt. Am 18. Oktober 1891 wurde er von seiner Stellung entbunden und mit seiner Pension sowie der Aussicht auf Anstellung im Zivildienst mit der Berechtigung zum Tragen der Uniform des 3. Magdeburgischen Infanterie-Regiments Nr. 66 verabschiedet.
Nach seiner Verabschiedung war Gärtner von März 1892 bis März 1912 Bürgermeister von Rinteln. Im gleichen Monat verlieh ihm Wilhelm II. den Königlicher Kronen-Orden II. Klasse.
1895 erhielt er ein Mandat im Kurhessischen Kommunallandtag des preußischen Regierungsbezirks Kassel und blieb bis 1918 in dem Parlament, wo er in verschiedenen Ausschüssen tätig war. Er war Mitglied des Vorstands der Rinteln-Stadthagener Eisenbahn-Gesellschaft.

## Schriften
- Die ersten 15 Jahre des 3. Magdeburgischen Infanterie-Regiments Nr. 66. Mittler & Sohn, Berlin 1876.